# Harpa celta
A harpa celta é uma harpa de armação triangular tradicional das nações celtas do noroeste da Europa. É conhecida como cláirseach em irlandês, clàrsach em gaélico escocês, telenn em bretão e telyn em galês. Na Irlanda e na Escócia, era um instrumento com cordas de arame que exigia grande habilidade e prática prolongada para tocar, e estava associado à classe governante gaélica. Ela aparece em moedas irlandesas, produtos da Guinness e nos brasões da República da Irlanda, Montserrat, Canadá e Reino Unido.

## História inicial
A história inicial da harpa de armação triangular na Europa é objeto de controvérsia. O primeiro instrumento associado à tradição da harpa no mundo gaélico era conhecido como cruit. Essa palavra pode originalmente ter se referido a um instrumento de cordas diferente, sendo etimologicamente relacionada ao crwth galês. Foi sugerido que a palavra clàrsach / cláirseach (de clàr / clár, uma tábua) foi cunhada para a harpa de armação triangular que substituiu o cruit e que essa criação de palavras teve origem escocesa.

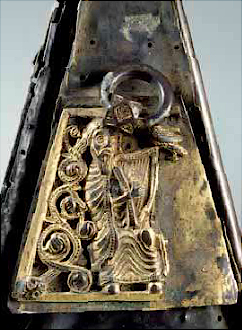
Representação do século XI de um harpista no relicário Breac Maodhóg

Uma peça entalhada de madeira que alguns interpretaram como sendo parte da ponte de uma lira da Idade do Ferro, datada de cerca de 300 a.C., foi descoberta na Ilha de Skye, o que, se de fato for uma ponte, a tornaria o fragmento sobrevivente mais antigo de um instrumento de cordas na Europa Ocidental (embora imagens de liras gregas sejam muito mais antigas). As primeiras descrições de uma harpa triangular de estrutura europeia, ou seja, harpas com um pilar dianteiro, são encontradas em pedras esculpidas do povo picta do século VIII. As harpas pictas eram cordadas com crina de cavalo. Os instrumentos possivelmente se espalharam para o sul entre os anglo-saxões, que comumente usavam cordas de tripa, e depois para o oeste entre os Gaélicos das Terras Altas (Highlands) e a Irlanda. Exatamente treze representações de instrumento cordofone triangular da Europa pré-século XI existem, e doze delas são provenientes da Escócia.

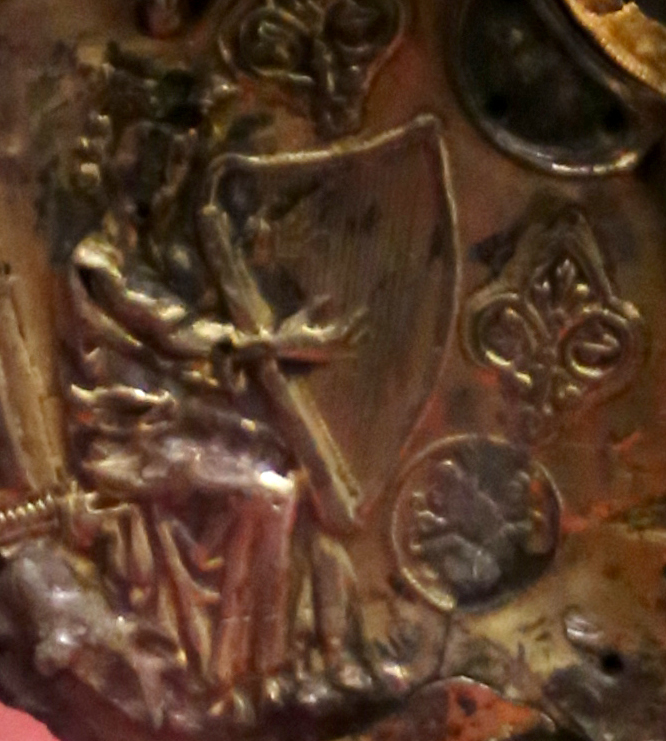
Harpista no Santuário do Dente de São Patrício ("Shrine of St Patrick's Tooth"), século XIV

As primeiras referências irlandesas a instrumentos de corda datam do século VI, e os tocadores desses instrumentos eram muito respeitados pela nobreza da época. As leis irlandesas antigas, a partir de 700 d.C., estipulavam que bardos e tocadores de cruit deveriam se sentar com a nobreza em banquetes e não com os artistas comuns. Outro instrumento de corda dessa época era o tiompán, provavelmente uma espécie de lira. Apesar de fornecerem as primeiras evidências de instrumentos de corda na Irlanda, não há registros que descrevam como esses instrumentos eram visualmente, ou como o cruit e o tiompán diferiam um do outro.
Apenas dois instrumentos quadrangulares existiam no contexto irlandês na costa oeste da Escócia, e ambos os entalhos datam de duzentos anos após as esculturas pictas. As primeiras representações verdadeiras da harpa triangular irlandesa não aparecem até o final do século XI em um relicário e no século XII em pedra, e as primeiras harpas usadas na Irlanda eram liras quadrangulares como os instrumentos eclesiásticos, Um estudo sugere que as esculturas de pedra pictas podem ter sido copiadas do Saltério de Utrecht, a única outra fonte fora da Escócia picta que exibe um instrumento cordofone triangular. O Saltério de Utrecht foi escrito entre 816 e 835 d.C. No entanto, as esculturas de cordofones triangulares pictos encontradas na Pedra de Nigg datam de 790 a 799 d.C. e antecedem o documento em até quarenta anos. Outras esculturas pictas também antecedem o Saltério de Utrecht, como o harpista na Cruz de Dupplin, por volta de 800 d.C.

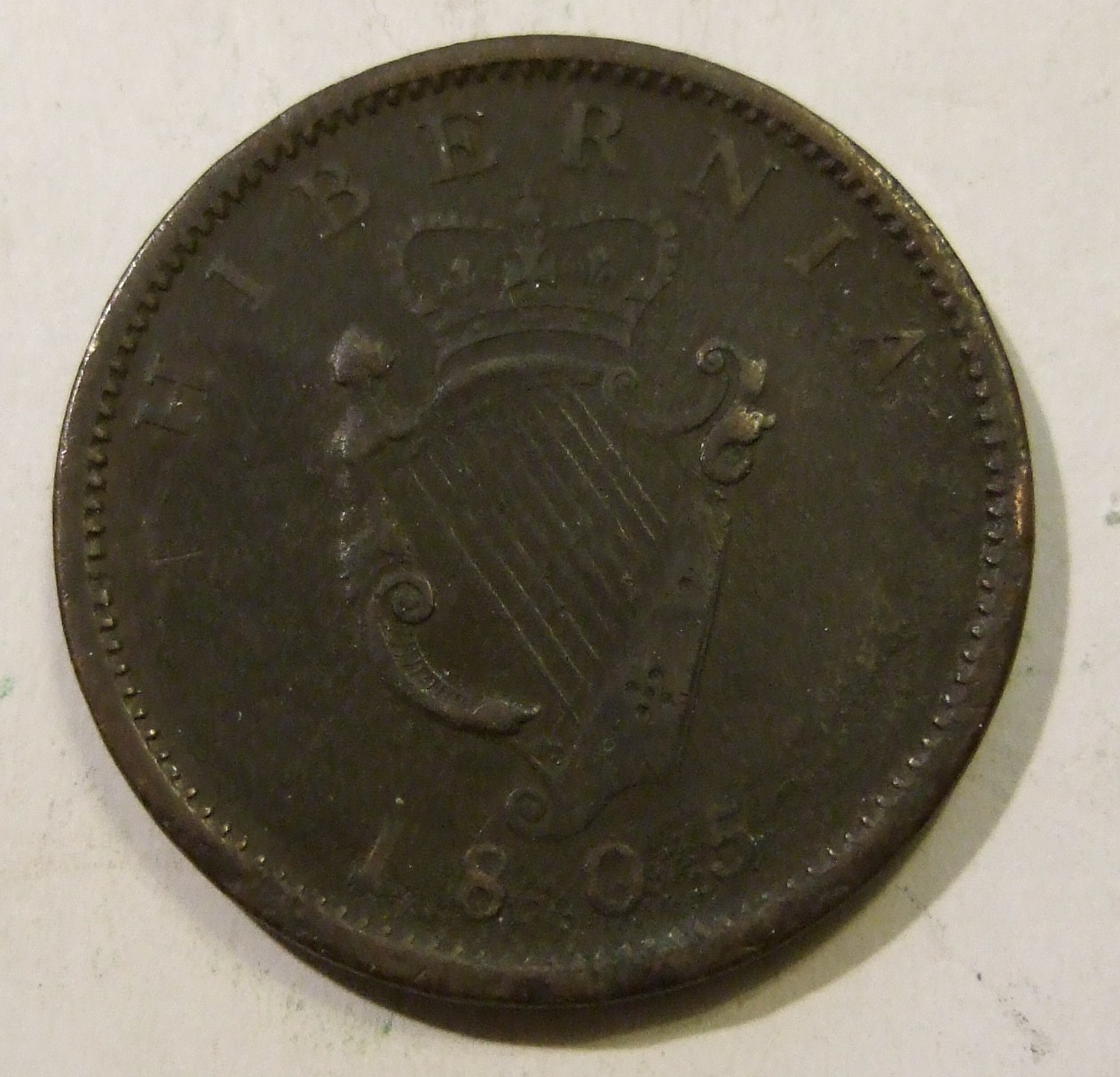
Moeda irlandesa de 1805 representando uma harpa irlandesa, usada há muito tempo como símbolo nacional

O clérigo e erudito normando-galês Geraldo de Gales (c.1146 - c.1223), cuja obra Topographica Hibernica et Expugnatio Hibernica descreve a Irlanda do ponto de vista anglo-normando, elogiou a música da harpa irlandesa, afirmando:
"A única coisa à qual eu acho que este povo aplica uma indústria louvável é tocar instrumentos musicais... eles são incomparavelmente mais habilidosos do que qualquer outra nação que já vi."
No entanto, Geraldo, que tinha uma forte antipatia pelos irlandeses gaélicos, se contradiz. Embora admita que o estilo musical tenha originado na Irlanda, ele imediatamente acrescenta que, "na opinião de muitos", os escoceses e galeses agora os superaram nessa habilidade. Geraldo menciona a cythara e o tympanum, mas a identificação deles com a harpa é incerta, e não se sabe se ele já visitou a Escócia.
"A Escócia e o País de Gales, a primeira por meio de sua origem e a segunda através de intercâmbio e afinidade, buscam com esforços emulativos imitar a Irlanda na música. A Irlanda utiliza e se deleita com apenas dois instrumentos, a harpa e o tímpano. A Escócia utiliza três, a harpa, o tympanume e a crwth."

— Geraldo de Gales
As imagens antigas do clàrsach não são comuns na iconografia escocesa, mas uma lápide em Kiells, em Argyll, datada de cerca de 1500, mostra uma com uma caixa de ressonância tipicamente grande, decorada com desenhos gaélicos. O relicário do Santo Irlandês Máedóc de Ferns data de aproximadamente 1100 e mostra o Rei David com uma harpa de estrutura triangular, incluindo uma "seção em forma de T" no pilar. A palavra irlandesa lamhchrann ou a escocesa gaélica làmh-chrann passou a ser usada em data desconhecida para indicar este pilar, que forneceria a sustentação necessária para suportar a tensão de uma harpa com cordas de arame.
Três das quatro harpas autênticas pré-século XVI que sobrevivem até hoje têm procedência gaélica: a Harpa de Brian Boru no Trinity College, Dublin, e as Harpas Queen Mary e Lamont, ambas no Museu Nacional da Escócia, Edimburgo. As duas últimas são exemplos da pequena harpa de cabeça baixa e por muito tempo acreditou-se que fossem feitas de olmo, uma madeira não nativa da Escócia ou da Irlanda. Essa teoria foi refutada por Karen Loomis em sua tese de doutorado de 2015. Todas as três datam aproximadamente do século XV e podem ter sido feitas em Argyll, no oeste da Escócia.
Uma das maiores e mais completas coleções de música de harpa dos séculos XVII e XVIII é a obra de Turlough O'Carolan, um harpista e compositor irlandês itinerante e cego. Pelo menos 220 de suas composições sobrevivem até os dias de hoje.

## Características e função
Na construção, a harpa irlandesa e escocesa podem, em geral, ser consideradas como uma só. Uma característica marcante são as cordas de metal. Fontes históricas mencionam vários tipos de fios, incluindo latão e ferro, e alguns estudiosos também argumentam a favor do uso de prata e ouro. Os fios eram fixados em uma caixa de ressonância maciça, geralmente esculpida a partir de um único tronco, comumente de salgueiro, embora outras madeiras, como amieiro e álamo, tenham sido identificadas. Essa harpa também tinha um pilar curvado reforçado e um pescoço substancial, flanqueado por espessas faixas de latão. As cordas, geralmente tocadas com as unhas, produziam um som vívido e ressonante. Esse tipo de harpa também é único entre as harpas triangulares de fileira única no sentido de que as duas primeiras cordas afinadas no meio da escala eram ajustadas com o mesmo tom.

### Componentes

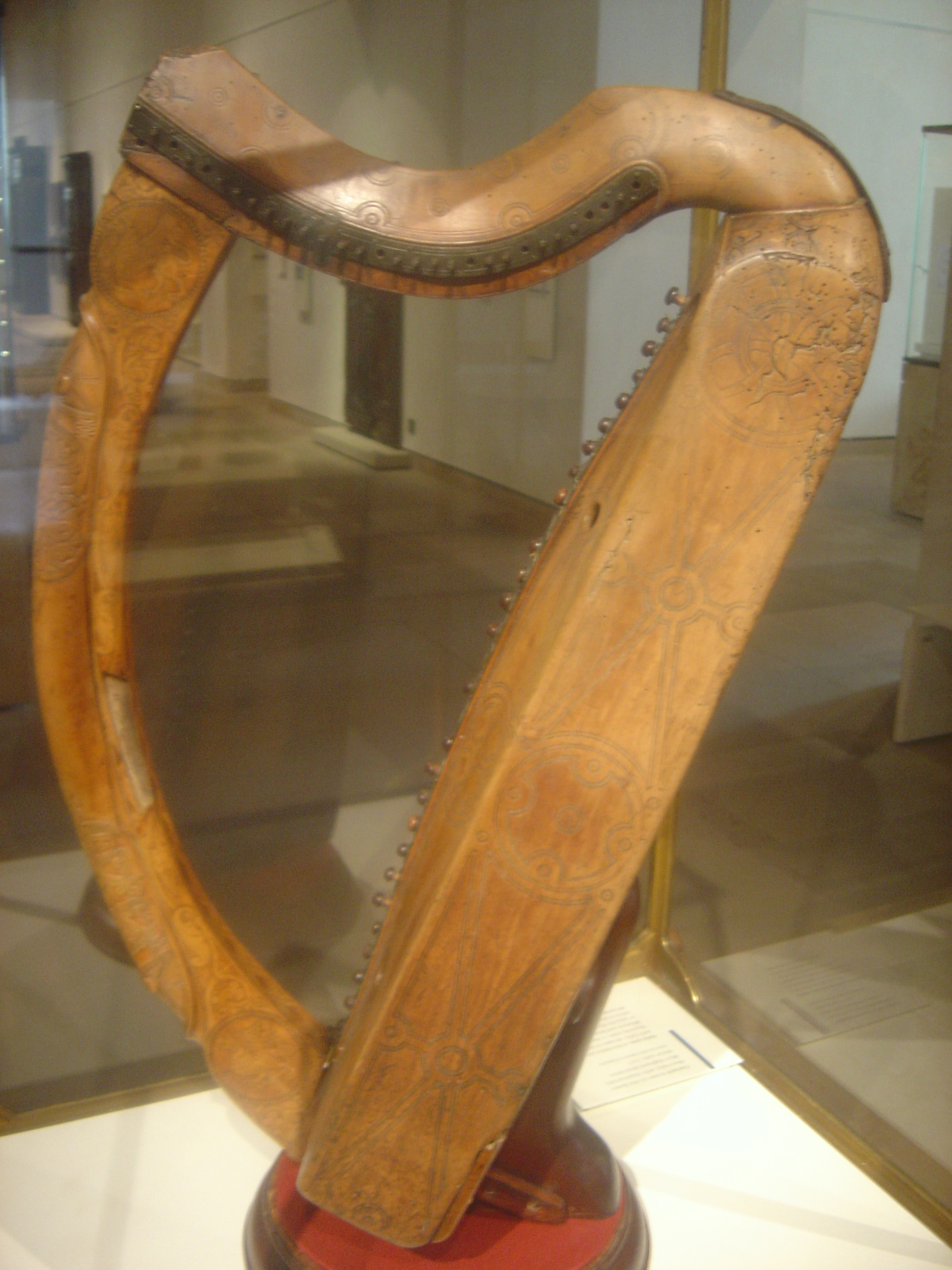
A harpa medieval "Queen Mary" (Clàrsach na Banrìgh Màiri) preservada no Museu Nacional da Escócia, em Edimburgo

Os nomes dos componentes do cláirseach eram os seguintes:
| Irlandês      | Gaélico escocês    | Português            |
| ------------- | ------------------ | -------------------- |
| amhach        | amhach             | braço                |
| cnaga         | cnagan             | pinos                |
| corr          | còrr               | placa de pinos       |
| coim          | com                | caixa de ressonância |
| lámhchrann    | làmh-chrann        | pilar dianteiro      |
| téad          | teud               | cordas               |
| crú na d-tead | cruidhean nan teud | sapatas de cordas    |
| fhorshnaidhm  | urshnaim           | alternador           |

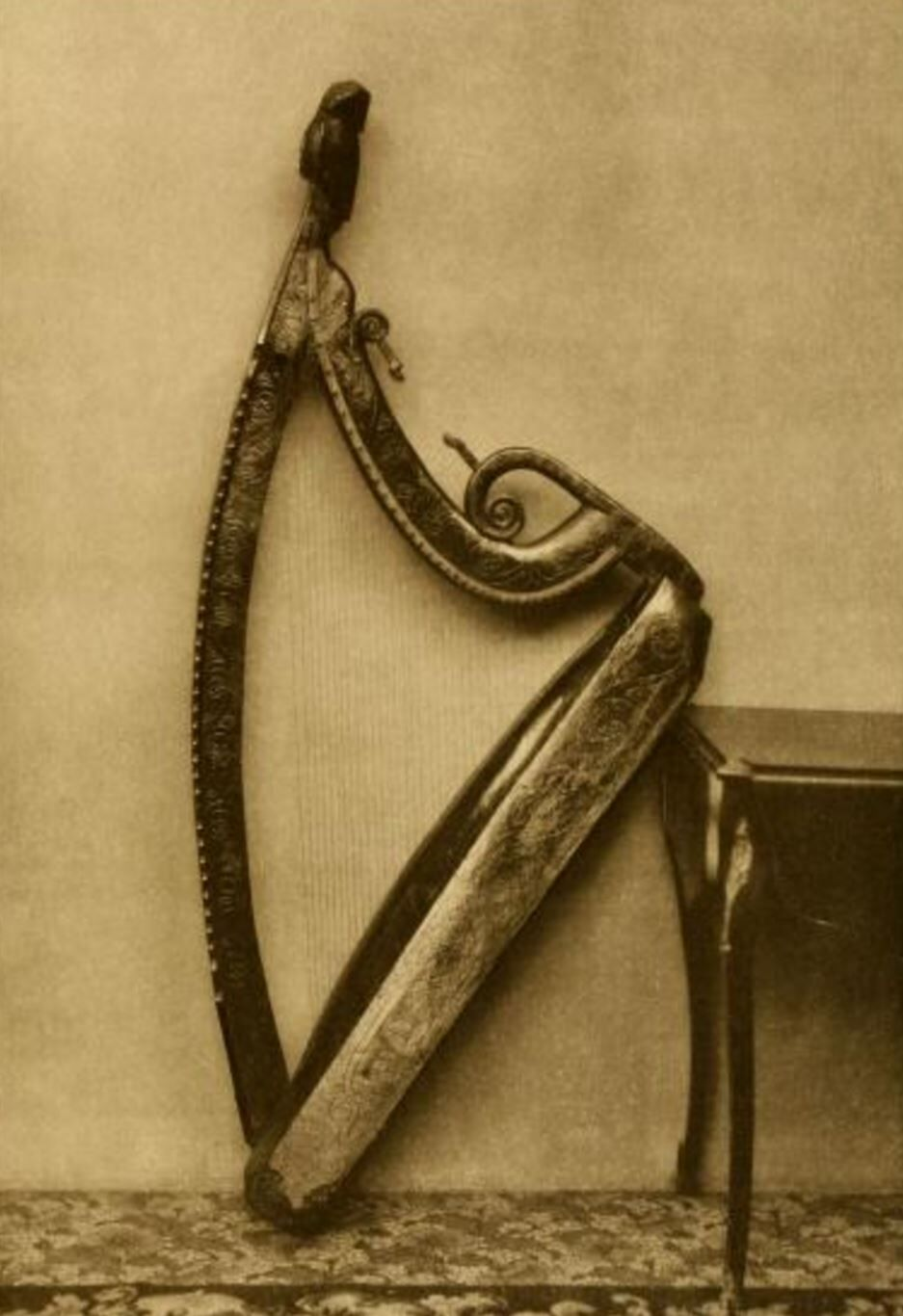
A Bunworth Harp (1734), um exemplo posterior de uma "harpa irlandesa" mais característica do condado de Cork

A corr tinha uma tira de latão pregada de cada lado, perfurada por pinos de afinação de latão cônicos. A extremidade aguda tinha um tenão que se encaixava no topo do coim. Em uma harpa de cabeça baixa, a corr era entalhada na extremidade grave para receber um tenão no lámhchrann; em uma harpa de cabeça alta, esse tenão se encaixava em um encaixe na parte de trás do lámhchrann.
A coim geralmente era esculpida a partir de uma única peça de salgueiro, oca por trás. Um painel de madeira mais dura era cuidadosamente inserido para fechar a parte de trás.
Crú na d-tead eram geralmente feitas de latão e evitavam que as cordas de metal cortassem a madeira da caixa de ressonância.
O fhorshnaidhm pode se referir ao alternador de madeira ao qual uma corda era fixada assim que emergia de seu orifício no tampo harmônico.

### Técnica de execução
Tocar a harpa de cordas de arame foi descrito como extremamente difícil. Devido à ressonância duradoura, o harpista tinha que abafar as cordas que acabavam de ser tocadas enquanto novas cordas eram beliscadas, e isso enquanto tocava rapidamente. Ao contrário da prática convencional moderna, a mão esquerda tocava os agudos e a mão direita, os graves

## Função social e declínio

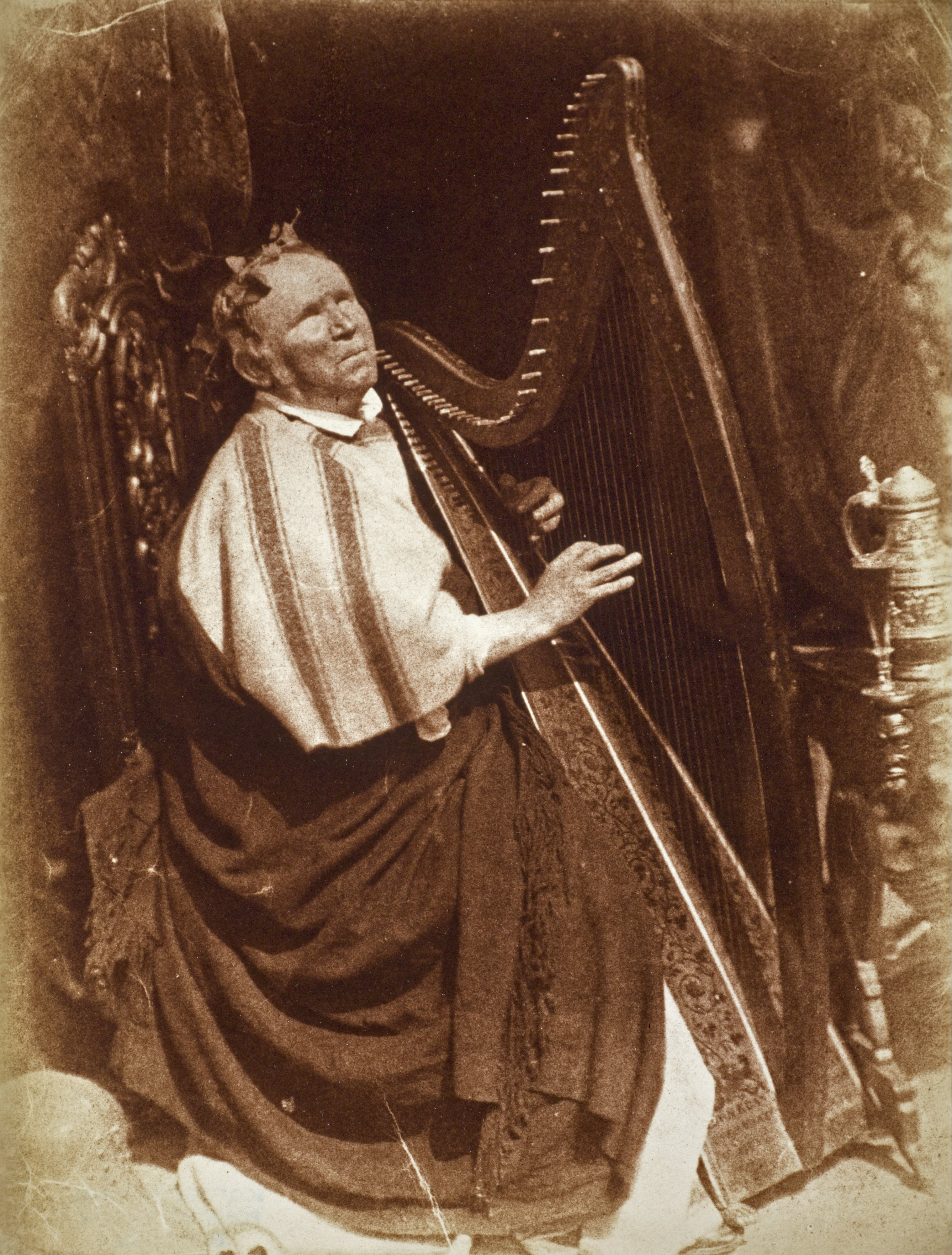
Fotografia calótipo de 1845 do harper irlandês Pádraig Dall Ó Beirn (1794-1863).

Durante o período medieval, a harpa de cordas de arame era muito procurada em todo o território gaélico, que se estendia das Terras Altas do norte e das Ilhas Ocidentais da Escócia até o sul da Irlanda. No entanto, os mundos gaélicos da Escócia e da Irlanda, embora mantendo laços estreitos, já demonstravam sinais de divergência no século XVI em termos de linguagem, música e estrutura social.

A harpa era o instrumento aristocrático da Irlanda gaélica, e os harpistas desfrutavam de um alto status social que estava codificado na Lei Brehon. A patronagem dos harpistas foi adotada pelos colonizadores normandos e britânicos na Irlanda até o final do século XVIII, embora sua posição na sociedade tenha sido grandemente diminuída com a introdução do sistema de classes inglês. Em sua biografia de Turlough O'Carolan, o historiador Donal O'Sullivan escreve:
"Podemos notar como um fato que os descendentes de colonos protestantes, que estavam no máximo há três gerações no país, parecem ter sido tão devotados à música irlandesa da harpa quanto as antigas famílias gaélica."
A função do clàrsach em um senhorio das Hébridas, tanto como entretenimento quanto como metáfora literária, é ilustrada nas canções de Màiri Nic Leòid (Mary MacLeod) (c. 1615 - c. 1705), uma proeminente poetisa gaélica de sua época. O chefe é elogiado como alguém habilidoso em julgar a execução da harpa, o tema de uma história e a essência do significado:
Tuigsear nan teud,
Purpais gach sgèil,
Susbaint gach cèill nàduir.

"Intérprete das cordas, A essência de cada história,
A substância de todo o conhecimento natural."
A música da harpa e da flauta é intrínseca ao esplendor da corte dos MacLeod, juntamente com o vinho em taças brilhantes:
Gu àros nach crìon
Am bi gàirich nam pìob
Is nan clàrsach a rìs
Le deàrrsadh nam pìos
A' cur sàraidh air fìon
Is 'ga leigeadh an gnìomh òircheard.

"Enquanto o tempo não se esgota Quando os gaiteros e harpistas se levantam
Com o brilho das melodias
Que animam o vinho
E os fazem dançar alegremente."

Aqui, a Great Highland bagpipe compartilha o alto status da clàrsach. Ela ajudaria a substituir a harpa e pode já ter desenvolvido sua própria tradição clássica na forma da elaborada "música grande" (ceòl mòr). Uma elegia para Sir Donald MacDonald do Clanranald, atribuída à sua viúva em 1618, contém uma referência muito precoce à gaita de fole em um contexto senhorial:
Is iomadh sgal pìobadh
Mar ri farrum nan dìsnean air clàr
Rinn mi èisdeachd a’d' bhaile...

"São muitas as bagpipes
Como uma chama de fogo nas colinas
Que ouvi na cidade..."
Há evidências de que a tradição musical da clàrsach pode ter influenciado o uso e o repertório da gaita de fole. O sistema oral de memória chamado canntaireachd, usado para codificar e ensinar ceòl mòr, é mencionado pela primeira vez no obituário de 1226 de um clàrsair (tocador de harpa). Termos relacionados a temas e variações no clàrsach e na gaita de fole se correlacionam entre si. Fundadores de dinastias de gaita de fole também são mencionados como tocadores de clàrsach.
Os nomes de vários dos últimos harpistas estão registrados. O cego Duncan McIndeor, que faleceu em 1694, era harpista de Campbell de Auchinbreck, mas também frequentava Edimburgo. Um recibo de "dois alqueires de farinha de milho", datado de 1683, existe para outro harpista, também cego, chamado Patrick McErnace, que aparentemente tocava para Lord Neill Campbell. O harpista Manus McShire é mencionado em um livro de contas que cobre o período de 1688 a 1704. Um harpista chamado Neill Baine é mencionado em uma carta datada de 1702 de um servidor de Allan MacDonald do Clanranald. Angus McDonald, harpista, recebeu pagamento sob as instruções de Menzies de Culdares em 19 de junho de 1713, e os registros de contas do Marquês de Huntly registram um pagamento a dois harpistas em 1714. Outros harpistas incluem Rory Dall Morison (que morreu por volta de 1714), Lachlan Dall (que morreu por volta de 1721-1727) e Murdoch MacDonald (que morreu por volta de 1740).
No meio do século XVIII, o "violinista" (tocador de violino) havia substituído o harpista, provavelmente como consequência da crescente influência da cultura dos escoceses das terras baixas no mundo gaélico.

## Reavivamento

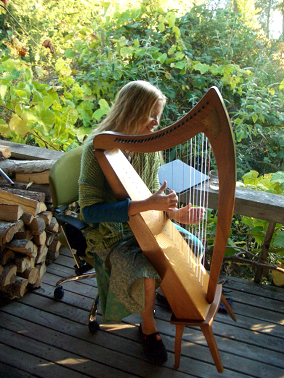
Uma "harpa celta" moderna no Canadá

No início do século XIX, mesmo enquanto a antiga tradição da harpa gaélica estava desaparecendo, uma nova harpa foi desenvolvida na Irlanda. Ela tinha cordas de tripa e mecanismos de semitom, semelhantes aos de uma harpa de pedal de orquestra, e foi construída e comercializada por John Egan, um fabricante de harpas de pedal em Dublin.
A nova harpa era pequena e curva, como a histórica cláirseach ou harpa irlandesa, mas era cordada com tripa e sua caixa de ressonância era mais leve. Na década de 1890, uma harpa similar se tornou popular na Escócia como parte de um renascimento cultural gaélico.
Atualmente, há um renovado interesse na harpa de cordas de arame, ou clàrsach, com réplicas sendo fabricadas e pesquisas sendo conduzidas sobre técnicas de execução e terminologia antigas. Um evento notável no renascimento da harpa celta é o Festival Internacional de Harpa de Edimburgo, que tem sido realizado anualmente desde 1982 e inclui tanto apresentações quanto oficinas de ensino.